# Waiting for the Dawn (álbum de Kotipelto)
Waiting For The Dawn es el primer álbum de estudio de la banda finlandesa, Kotipelto fue publicado el 23 de julio del 2002 por su sello discográfico High And Loud. Este disco alcanzó el puesto número 12 en Finlandia y se mantuvo ahí por una semanas, el disco es más hard rock melódico y heavy metal. El disco contiene 13 canciones y (14 en la edición de Japón). En este álbum participan músicos de primera línea, como Michael Romeo (Symphony X) y Roland Grapow (Masterplan y ex Helloween) en las guitarras, Janne Wirman (Children of Bodom) y Mikko Harkin (ex Sonata Arctica) en los teclados, Jari Kainulainen (ex Stratovarius) en el bajo, y los baterías Gas Lipstick (H.I.M.) y Mirka Rantanen (ex Thunderstone). 
"Beginning" es el sencillo del disco publicado como Ep el 15 de marzo del 2002 llegó al puesto número 4 por 5 semanas. Este disco contiene una canción que no fue incluida en el disco "Kadesh".

## Lista de canciones
1. "Intro" - 1:01
2. "Travel Through Time" - 4:00
3. "Beginning" - 3:45
4. "Lord Of Eternity" - 4:06
5. "Knowledge And Wisdom" - 3:56
6. "Battle Of The Gods" - 5:07
7. "Beauty Has Come" - 4:56
8. "Vizier" - 4:22
9. "Chosen By Re" - 7:18
10. "Waiting For The Dawn" - 4:15
11. "Arise" - 6:22
12. "The Movement Of The Nile" - 2:26
13. "Book Of The Dead" (Finnish Edition Bonus Track) - 4:27
14. "Secret Name" (Japanese Bonus Track) - 4:23

## Personal
1. Timo Kotipelto - Voz - Voz de fondo del (2 al 11)
2. Michael Romeo - Guitarra en (2, 3, 4, 8 y 9)
3. Roland Grapow - Guitarra en (Track 5)
4. Sami Virtanen - Guitarra en (6, 10 y 11)
5. Jari Kainulainen - Bajo
6. Janne Wirman - Teclados en (2,3,5,6,7,8,9 y 10)
7. Mikko Harkin - Teclados en (4 y 11)
8. Mirka Rantanen - Batería en (2 al 6, 8 y 9)
9. Gas Lipstick - Batería en (10 y 11)

## Posicionamiento
| Año  | Listas        | País                 | Posición |
| ---- | ------------- | -------------------- | -------- |
| 2002 | Finnish chart | Bandera de Finlandia | 12       |

- Datos: Q901226